# John Williams (snookerdomare)
John Williams, född 8 juni 1937 i Wrexham, är en walesisk före detta snookerdomare.
Williams började döma snookermatcher i mitten på 1960-talet, och var med och dömde i VM under 1970-talet, då sporten växte sig större. Bland annat dömde han en match mellan Alex Higgins och Fred Davis som han blev tvungen att avbryta på grund av att det regnade in i arenan i Manchester. 1981 blev han domare på heltid, vid den tiden hade han blivit ett mycket känt ansikte för TV-publiken.
Williams blev snart den mest igenkända av samtliga domare, och han fick döma många minnesvärda matcher, exempelvis Cliff Thorburns maximumbreak i VM 1983 mot Terry Griffiths, och maratonfinalen i VM 1985 mellan Steve Davis och Dennis Taylor. I VM 1994 hamnade Williams i bråk med Alex Higgins efter att en åskådare ropat glåpord från läktaren.
Sammanlagt fick Williams döma 10 VM-finaler i The Crucible Theatre, mer än någon annan. Den sista var mellan Peter Ebdon och Stephen Hendry 2002. Direkt efter den finalen drog sig Williams tillbaka som snookerdomare. Han gjorde dock ett gästspel i samband med senior-VM 2011.